# Papaḫdilmaḫ
Papaḫdilmaḫ je bio kralj Hetita, sin kralja PU-Šarrume. 
Imao je sestru Tawannannu koja je bila supruga kralja Labarne. Papaḫdilmaḫ se usprotivio svom ocu koji je zato odabrao svog zeta Labarnu za nasljednika. Sam Papaḫdilmaḫ bio je dobro prihvaćen i imao je potporu kraljevskih savjetnika.
Vodio je rat sa šogorom i izgubio te je njegov sin možda bio Ḫattušili I.